# Decêncio
Magno Decêncio (em latim: Magnus Decentius) foi césar do Império Romano do Ocidente de 350 a 353, sob seu irmão Magnêncio.

## Histórico
Nada se sabe de Decentius antes de 350. Magnêncio usurpou o poder de Constante em 18 de janeiro de 350, e elevou Decentius como césar mais tarde naquele ano, talvez em julho ou agosto. Ele foi nomeado cônsul em 352. No ano seguinte, depois de ter perdido a batalha de Mursa Maior, as exações de Magnêncio para financiar a guerra levaram a Gália à revolta contra seu governo ditatorial, e Decentius foi expulso do capital, Treves, que liderou a revolta.
Constâncio II, imperador do Oriente, havia entretanto incitado os alamanos a invadir a província para aumentar a pressão sobre o usurpador. Decentius, que liderou as forças de seu irmão no norte, foi derrotado em uma batalha campal pelo chefe alemânico Chnodomar e sitiado em Sens. Decêncio, quando soube da derrota de Magnêncio por Constâncio na Batalha de Mons Seleucus e seu subsequente suicídio, estrangulou-se na cidade sitiada, sinalizando o fim da guerra civil.